# Церква Святого Петра (Гайдельберг)

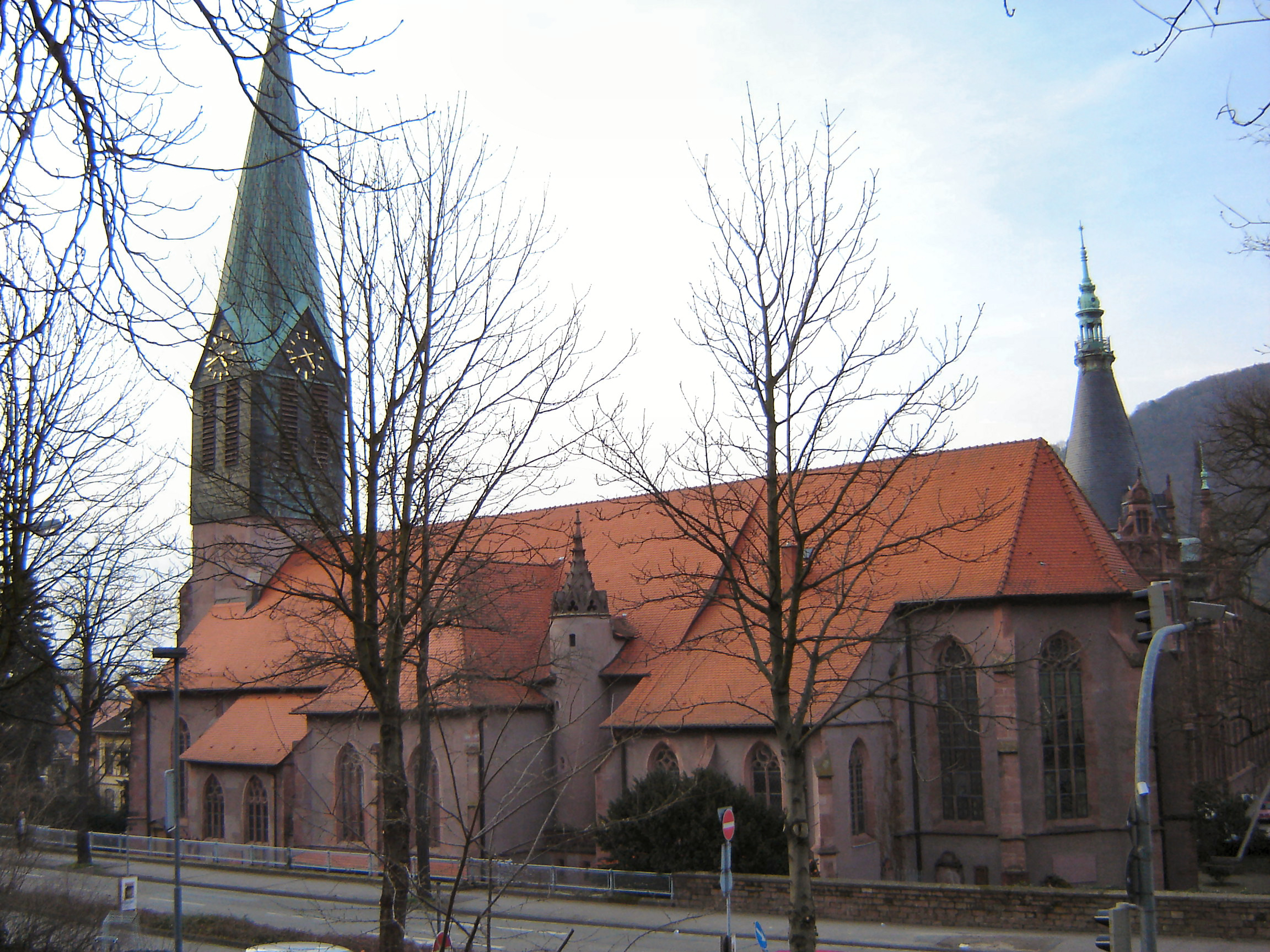
Церква Святого Петра з південного сходу

49°24′34″ пн. ш. 8°42′21″ сх. д. / 49.4094° пн. ш. 8.70583° сх. д.
Церква Святого Петра (нім. Peterskirche, Петерскірхе) — найстаріша церква в старому місті Гайдельберга. З часів пізнього середньовіччя вона часто служила університетською каплицею Гайдельберзького університету. З 1896 року це університетська церква.

## Історія

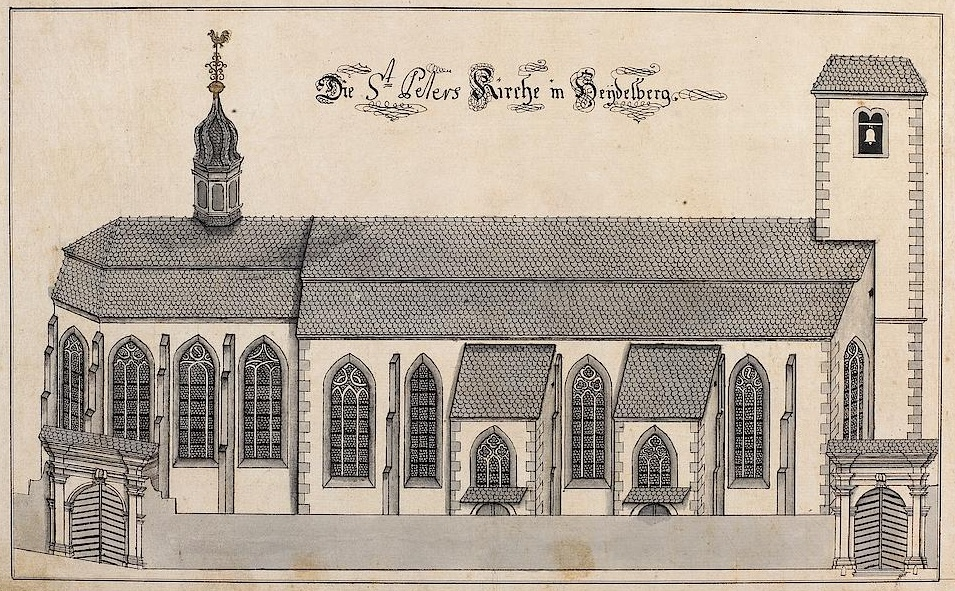
Церква Святого Петра в Thesaurus Palatinus (1747/52)

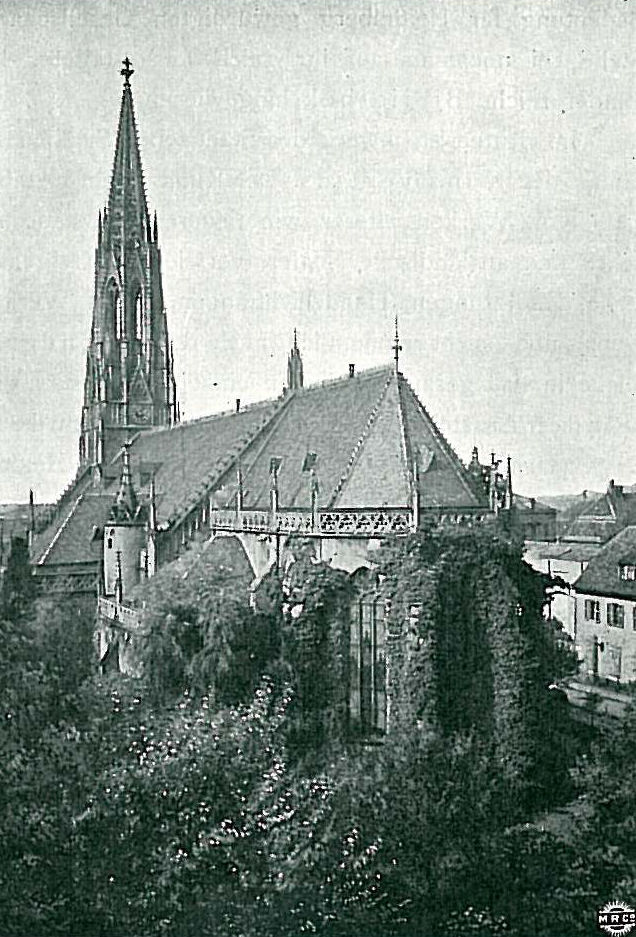
Церква Святого Петра з оригінальною неоготичною вежею, фотографія 1896 року

Найстаріша попередниця Петерскірхе була побудована в 12 столітті та була старшою за сам Гайдельберг. Перше документальне підтвердження існування церкви датується 1196 роком, коли згадується «plebanus Kunrad zu heidelberch», тобто гайдельберзький священник, на ім'я Конрад. Петерскірхе була заснована єпископством Вормса, коли територія, на якій розташований Гайдельберг, ще була у їхньому володінні. Навіть назва церкви вказує на її зв'язок з Вормським собором, який також присвячений Святому Петру. У 1225 році ця територія була передана Пфальцкрафу як феод, і був заснований Гайдельберг. Однак церква Святого Петра була поза мурами новозаснованого міста, яке обмежувалося східною половиною сьогоднішнього старого міста (міська стіна проходила в районі сьогоднішньої вулиці Грабенгассе, яка була названа на честь неї).
З 1400 року церква Святого Петра разом з парафіями Святого Лаврентія в Альтдорфі поблизу Нюрнберга і Святого Якова в Лауді, була однією з трьох парафій, що належали Гайдельберзькому університету, які були безпосередньо підпорядковувалися Папі. Університетський патронат трьох церков зберігався до початку Реформації, коли церква стала протестантською.

## Використання

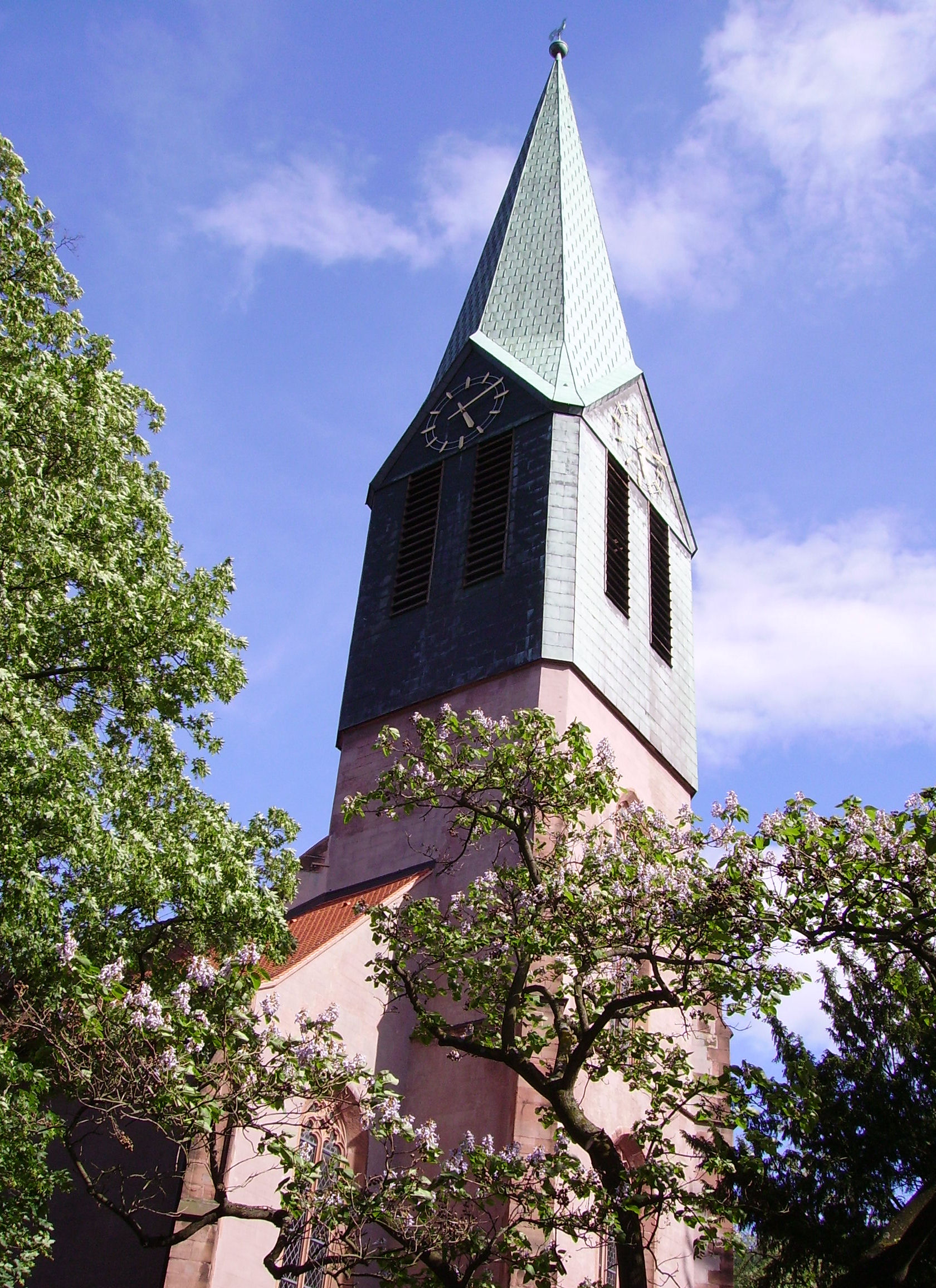
Шпиль церкви Святого Петра

Церква Святого Петра була парафіяльною церквою міста Гайдельберг до побудови більшої Heiliggeistkirche у 14 столітті. Воно належить Evangelische Stiftung Pflege Schönau. Петерскірхе не належить до парафії, але згідно з контрактом 1896 року вона передана Гайдельберзькому університету Рупрехта-Карла як культова споруда.
У церкві поховано багатьох професорів, у тому числі Марсіліуса фон Інгена, ректора-засновника Гайдельберзького університету. Його могила вже не збереглася, але у 2011 році 625-а ювілею університету в боковій університетській каплиці встановили меморіальну дошку Марсилію. Всього на внутрішніх і зовнішніх стінах храму можна знайти близько 150 епітафій професорів університету та курфюрстів. Почесна дошка в південній бічній каплиці вшановує пам'ять поетеси та гуманістки Олімпії Фульвії Морати. Частково збережене церковне подвір'я було головним кладовищем для району замку та міста і на той час знаходилося поза міською стіною. З південно-східного боку знаходиться університетська меморіальна дошка жертвам війни та тиранії. Там само зберігається надгробок швейцарського текстильного підприємця Ганса Якоба Рітера.
Крім численних концертів, у неділю та у святкові дні тут проводяться університетські протестантські церковні служби. Літургією та проповіддю опікуються члени Гайдельберзького факультету теології та пастори євангельської студентської конгрегації Гайдельберга. Відповідальність за університетські служби покладається на міністра університету, обраного конвенцією проповідників, до якої належать усі висвячені члени богословського факультету, у співпраці з капітулом (церковною радою), обраним конгрегацією. Церква Святого Петра також є місцем проведення панельних дискусій («Peterskirchendialog») та «Академічної обідньої перерви», під час якої короткі науково-популярні лекції проводяться з понеділка по п'ятницю протягом літнього семестру.

## Історія архітектури та художнє проєктування

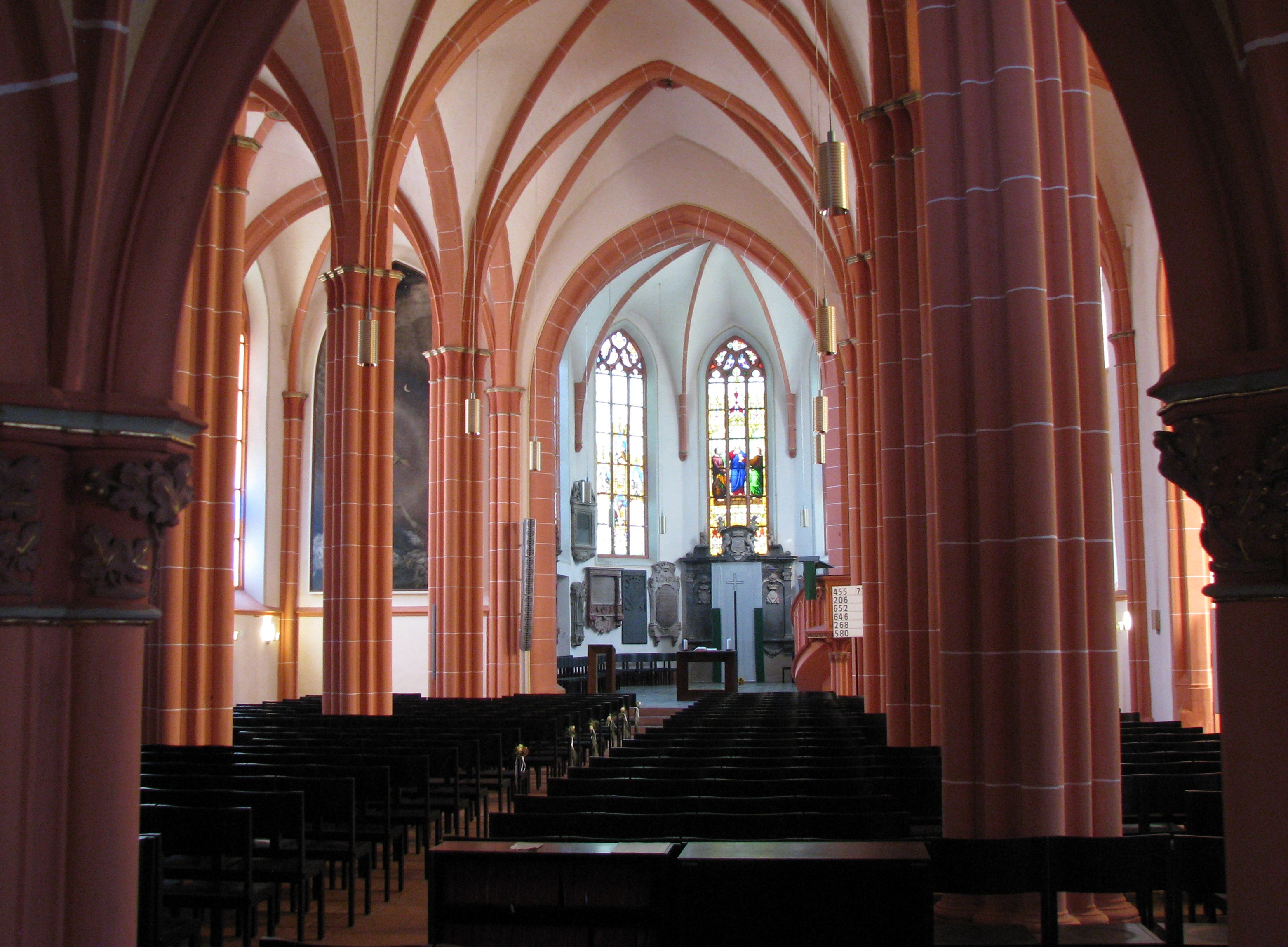
Внутрішній вигляд, вид через центральну наву на хор

Як виглядала Петерскірхе в своїй початковій формі, невідомо. У 1485—1496 роках вона була перебудована у стилі пізньої готики та значно розширена. Наріжний камінь під новобудову заклав 16 квітня 1485 року Олександр Беллендерфер, канцлер і протонотарій Курфюрпфальцу, епітафія якого також зберіглась в храмі. Археологічних даних про ці давні будівлі практично немає, аде відомо, що розміри пізньоготичної будівлі в основному відповідають сучасній церкві. У 1496 році до північної та південної сторін нави прибудували по дві каплиці. Трохи пізніше з південного боку збудовано ризницю.
Після знищення міста у 1689—1693 роках церква Святого Петра являла собою згорілу руїну зі зрізаною вежею. Після реставрації церква стала бароковим поперечно-зальним храмом.
З 1864 по 1870 рік, завдяки підтримці університету та коштам, отриманим церквою від продажу землі для будівництва Оденвальдської залізниці (1859—1860) під керівництвом Людвіга Франк-Марпергера церква була перетворена на тринавний зальний храм, перебудований в панівному на той час стилі неоготики. Відтоді в середньовічному стані залишилися лише хори, стара ризниця та університетська каплиця. 1883 року, у 400-й день народження Мартіна Лютера, на його честь на східній стороні церкви посадили дуб Лютера. До ювілею університету в 1884 році вежу церкви адаптували до вежі Фрайбурзького собору. Для захисту від несприятливих погодних умов філігранний шпиль церкви був нещодавно схований під мідним дахом.
Орган Петерскірхе був побудований у 1984 році органобудівною компанією Johannes Klais.
У 2004—2005 роках відбувся масштабний ремонт інтер'єру. Буди побудовані нові вівтар, кафедра, купіль для хрещення, великодній свічник і окремо стоячий хрест у хорі, створений художником Матіасом Едером з кортенової сталі. У липні 2006 року в церкві встановили чотири нові вітражі роботи відомого художника, майстра роботи зі склом Йоганнеса Шрайтера: «Зустрічі», «Воскресіння» та «Переслідування» в південній бічній каплиці («Університетській каплиці»), а також «Мир» у північній бічній каплиці, яка служить кімнатою для молитви та медитації. У березні 2008 року там була встановлена сучасна скульптура Христа роботи корейського художника Лі Чун-Манна.
Ще п'ять вікон були встановлені в період з листопада 2010 року по липень 2012 року за проєктом Йоганнеса Шрайтера: «Святий Дух» і «Хрещення» на північній стороні храму, «Небесний Єрусалим» на південній стороні, а також менші вікна «Слово» і «Таїнство».

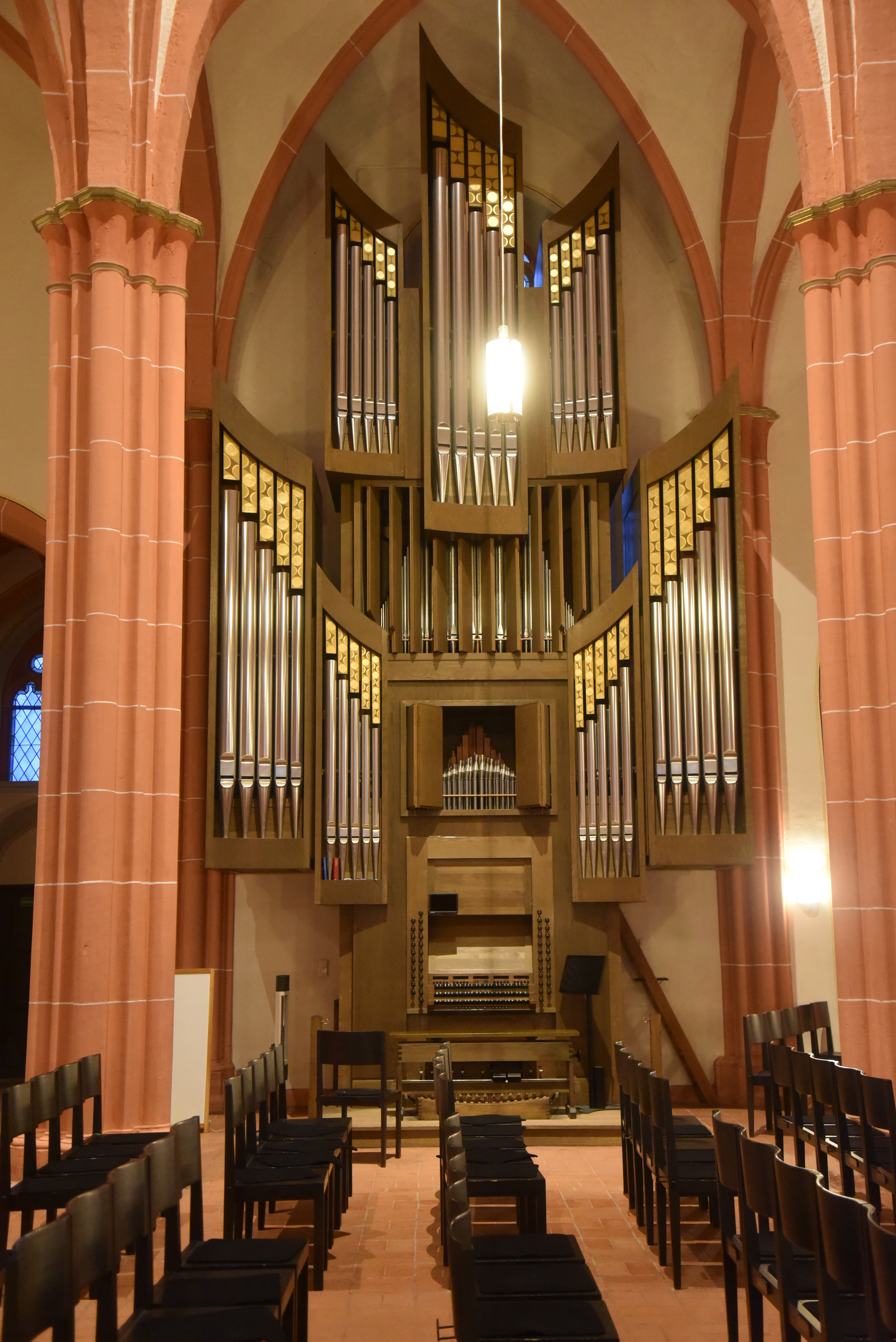
орган